# Birkeland
För andra betydelser, se Birkeland (olika betydelser).
Birkeland är en tätort som utgör centralort i Birkenes kommun i Agder fylke i södra Norge. Tätorten hade 2 426 invånare den 1 januari 2009.